# Ménessaire
Ménessaire (Meunsiâre en bourguignon-morvandiau) est une commune française située dans le canton d'Arnay-le-Duc du département de la Côte-d'Or, en région Bourgogne-Franche-Comté. La commune de Ménessaire est une exclave de la Côte-d'Or situé entre la Nièvre et la Saône-et-Loire.

## Géographie
Ménessaire est située à 28 km au nord-est de Château-Chinon, à 22 km au sud de Saulieu, et à 29 km au nord d'Autun.
Il s'agit d'une exclave du département de la Côte-d'Or.
La commune fait partie du massif du Morvan et est adhérente à son parc naturel régional. Au sud-ouest de la commune se situe le mont de Gien, point culminant du département de la Côte-d'Or.

### Climat
Pour des articles plus généraux, voir Climat de la Bourgogne-Franche-Comté et Climat de la Côte-d'Or.
En 2010, le climat de la commune est de type climat de montagne, selon une étude du Centre national de la recherche scientifique s'appuyant sur une série de données couvrant la période 1971-2000. En 2020, Météo-France publie une typologie des climats de la France métropolitaine dans laquelle la commune est exposée à un climat océanique altéré et est dans la région climatique  Lorraine, plateau de Langres, Morvan, caractérisée par un hiver rude (1,5 °C), des vents modérés et des brouillards fréquents en automne et hiver. 
Pour la période 1971-2000, la température annuelle moyenne est de 9,9 °C, avec une amplitude thermique annuelle de 16,6 °C. Le cumul annuel moyen de précipitations est de 1 245 mm, avec 14,4 jours de précipitations en janvier et 9,1 jours en juillet. Pour la période 1991-2020, la température moyenne annuelle observée sur la station météorologique de Météo-France la plus proche, « Chateau Chinon », sur la commune de Château-Chinon (Ville) à 18 km à vol d'oiseau, est de 10,5 °C et le cumul annuel moyen de précipitations est de 1 252,3 mm,. Pour l'avenir, les paramètres climatiques de la commune estimés pour 2050 selon différents scénarios d'émission de gaz à effet de serre sont consultables sur un site dédié publié par Météo-France en novembre 2022.

## Urbanisme

### Typologie
Au 1er janvier 2024, Ménessaire est catégorisée commune rurale à habitat très dispersé, selon la nouvelle grille communale de densité à 7 niveaux définie par l'Insee en 2022.
Elle est située hors unité urbaine et hors attraction des villes,.

### Occupation des sols
L'occupation des sols de la commune, telle qu'elle ressort de la base de données européenne d’occupation biophysique des sols Corine Land Cover (CLC), est marquée par l'importance des forêts et milieux semi-naturels (85,2 % en 2018), une proportion sensiblement équivalente à celle de 1990 (84,5 %). La répartition détaillée en 2018 est la suivante : 
forêts (85,2 %), prairies (11,2 %), zones urbanisées (2,4 %), zones agricoles hétérogènes (1,1 %), terres arables (0,1 %). L'évolution de l’occupation des sols de la commune et de ses infrastructures peut être observée sur les différentes représentations cartographiques du territoire : la carte de Cassini (XVIIIe siècle), la carte d'état-major (1820-1866) et les cartes ou photos aériennes de l'IGN pour la période actuelle (1950 à aujourd'hui).

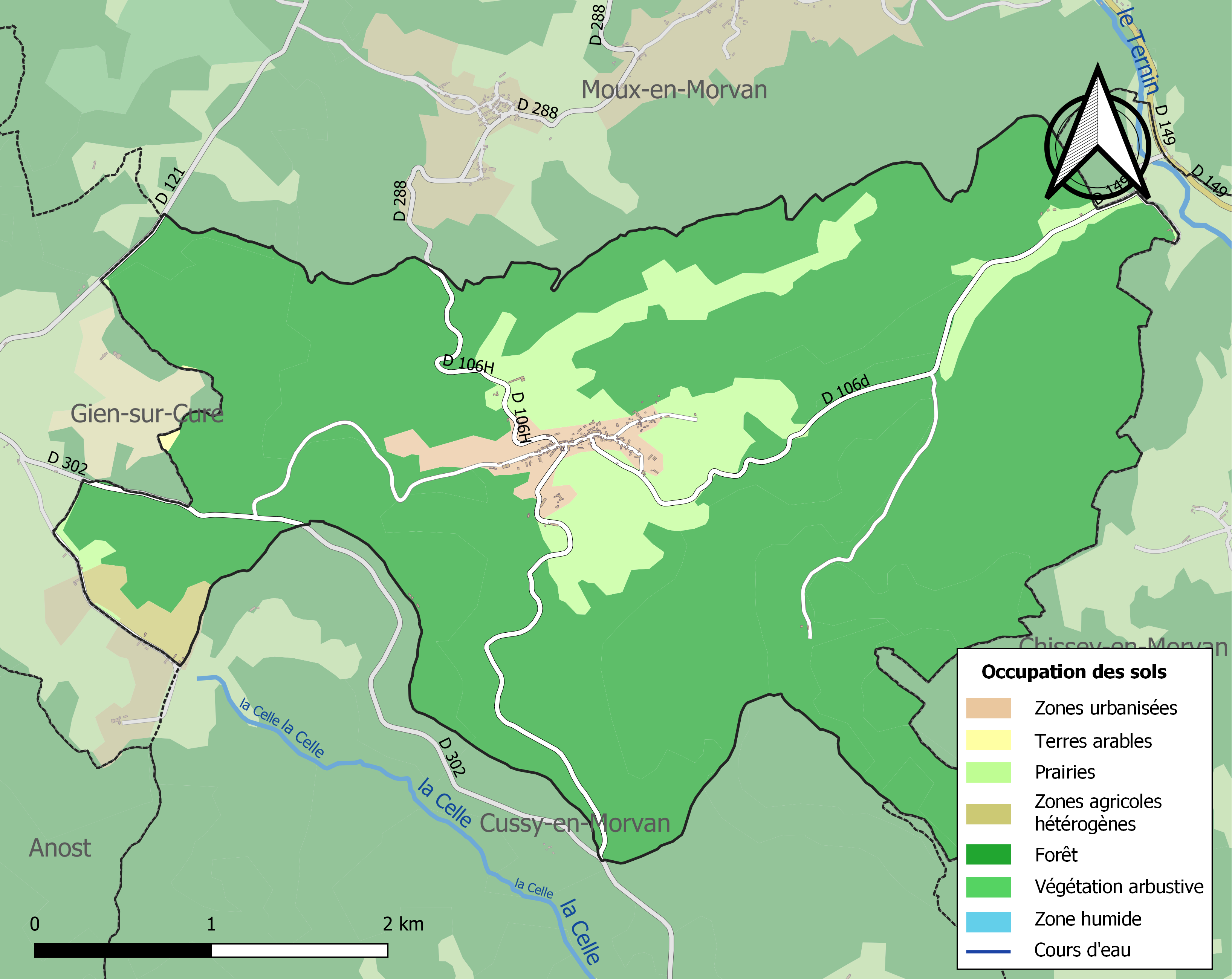
Carte des infrastructures et de l'occupation des sols de la commune en 2018 (CLC).

## Histoire
En 1564, Hugues de Chaugy, baron de Roussillon-en-Morvan, acheta la seigneurie de Gien-sur-Cure, pour 1 500 livres et dont il revendit la moitié à Jean de Fussey, chevalier, stipulant par Jean de Vaulx son beau-père, seigneur de Ménesserre. À partir de cette date celle-ci resta attachée à ces deux terres.

## Politique et administration
| Période                                  | Période   | Identité       | Étiquette   | Qualité              |
| ---------------------------------------- | --------- | -------------- | ----------- | -------------------- |
| mars 2014                                | en cours  | Nadine Rateau  | SE          | Secrétaire de mairie |
| sept 2001                                | mars 2014 | André Legros   | SE          | Garagiste            |
| 1967                                     | juil 2001 | Marcel Vigreux | PS          | Historien            |
| 1965                                     | 1967      | Maurice Pitois | SE          | Fleuriste            |
| 1945                                     | 1965      | Marcel Labille | SE          | Cultivateur          |
| 1935                                     | 1945      | Simon Garnier  | DVG         | Cultivateur          |
| 1929                                     | 1935      | Laurent Carré  | SE          | Retraité             |
| 1919                                     | 1929      | Albert Guiotat | DVD         | Propriétaire         |
| 1912                                     | 1919      | Laurent Joguin | Républicain | Marchand de vin      |
| Les données manquantes sont à compléter. |           |                |             |                      |

## Démographie
L'évolution du nombre d'habitants est connue à travers les recensements de la population effectués dans la commune depuis 1793. Pour les communes de moins de 10 000 habitants, une enquête de recensement portant sur toute la population est réalisée tous les cinq ans, les populations de référence des années intermédiaires étant quant à elles estimées par interpolation ou extrapolation. Pour la commune, le premier recensement exhaustif entrant dans le cadre du nouveau dispositif a été réalisé en 2007.

En 2022, la commune comptait 79 habitants, en évolution de −5,95 % par rapport à 2016 (Côte-d'Or : +0,82 %, France hors Mayotte : +2,11 %).
| 1793 | 1800 | 1806 | 1821 | 1831 | 1836 | 1841 | 1846 | 1851 |
| ---- | ---- | ---- | ---- | ---- | ---- | ---- | ---- | ---- |
| 603  | 722  | 673  | 820  | 783  | 775  | 871  | 840  | 863  |

| 1856 | 1861 | 1866 | 1872 | 1876 | 1881 | 1886 | 1891 | 1896 |
| ---- | ---- | ---- | ---- | ---- | ---- | ---- | ---- | ---- |
| 803  | 736  | 711  | 700  | 700  | 621  | 578  | 561  | 477  |

| 1901 | 1906 | 1911 | 1921 | 1926 | 1931 | 1936 | 1946 | 1954 |
| ---- | ---- | ---- | ---- | ---- | ---- | ---- | ---- | ---- |
| 457  | 443  | 394  | 291  | 310  | 267  | 233  | 201  | 159  |

| 1962 | 1968 | 1975 | 1982 | 1990 | 1999 | 2006 | 2007 | 2012 |
| ---- | ---- | ---- | ---- | ---- | ---- | ---- | ---- | ---- |
| 146  | 131  | 136  | 119  | 96   | 88   | 72   | 70   | 78   |

| 2017 | 2022 | - | - | - | - | - | - | - |
| ---- | ---- | - | - | - | - | - | - | - |
| 86   | 79   | - | - | - | - | - | - | - |

## Lieux et monuments
La Maison du seigle

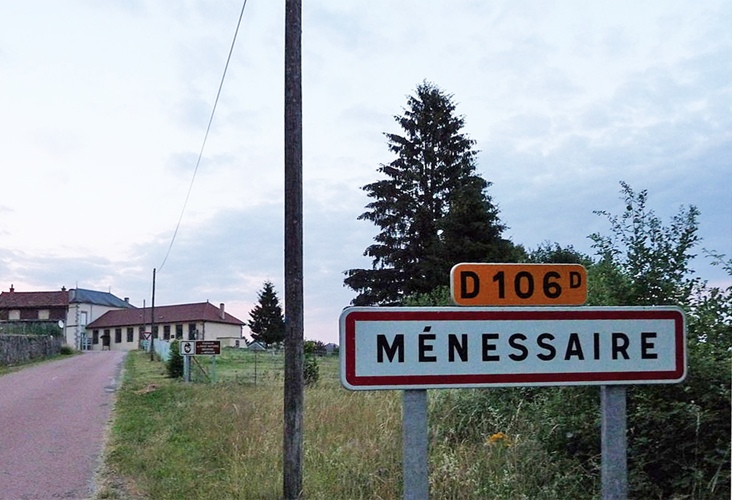
Panneau d'entrée de ville à Ménessaire en 2010.

La Maison du seigle est consacrée à l'histoire de la culture du seigle largement développée dans le Morvan jusque dans les années 1950.
Ce lieu d'exposition fait partie du réseau de l'Écomusée du Morvan.

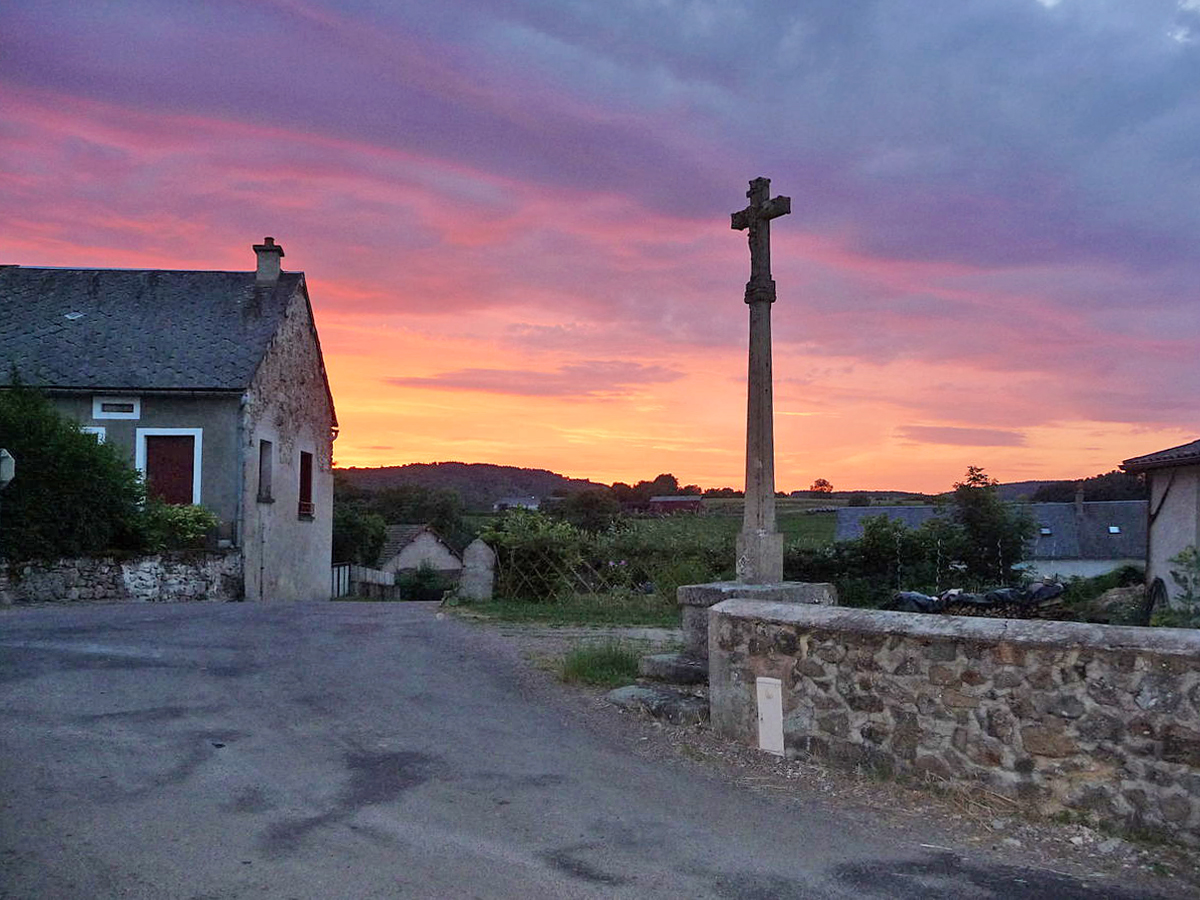
Coucher de soleil et calvaire à Ménessaire en 2010.

- Le château de Ménessaire (XIIIe – XVIIIe siècle).
- Église Saint-Aubin (XIXe siècle) avec son clocher-porche à flèche.
- Chaumières traditionnelles du Morvan.

## Personnalités liées à la commune
- Marcel Vigreux (1933-2001), professeur honoraire à l'université de Bourgogne, historien, président du Comité scientifique du Parc naturel régional du Morvan, directeur du Musée de la Résistance, maire de Ménessaire, 6e, président de l'Académie du Morvan.